# Coryphopteris
Coryphopteris, Rod papratnjača iz porodice Thelypteridaceae, dio reda osladolike. Pripada mu 70 vrsta, većina iz Malezije, pa do Melanezije i Polinezije, južnoj Himalaji, nešto u južnoj Rusiji, i jedna vrsta u Sjevernoj Americi

## Vrste
1. Coryphopteris andersonii Holttum
2. Coryphopteris andreae Holttum
3. Coryphopteris angulariloba (Ching) L. J. He & X. C. Zhang
4. Coryphopteris arthrotricha Holttum
5. Coryphopteris athyriocarpa (Copel.) Holttum
6. Coryphopteris athyrioides Holttum
7. Coryphopteris atjehensis Holttum
8. Coryphopteris badia (Alderw.) Holttum
9. Coryphopteris borealis Holttum
10. Coryphopteris brevipilosa Holttum
11. Coryphopteris castanea (Tagawa) Y. H. Chang
12. Coryphopteris caudata (Ching ex K. H. Shing) S. E. Fawc. & A. R. Sm.
13. Coryphopteris changbaishanensis (Ching ex K. H. Shing) comb. ined.
14. Coryphopteris chinensis (Ching) S. E. Fawc. & A. R. Sm.
15. Coryphopteris chingii (K. H. Shing & J. F. Cheng) S. E. Fawc. & A. R. Sm.
16. Coryphopteris coriacea (Brause) Holttum
17. Coryphopteris diaphana (Brause) Holttum
18. Coryphopteris diversisora (Copel.) Holttum
19. Coryphopteris dura (Copel.) Holttum
20. Coryphopteris engleriana (Brause) Holttum
21. Coryphopteris fasciculata (E. Fourn.) Holttum
22. Coryphopteris gymnopoda (Baker) Holttum
23. Coryphopteris habbemensis (Copel.) Holttum
24. Coryphopteris hirsutipes (C. B. Clarke) Holttum
25. Coryphopteris holttumii Parris ined.
26. Coryphopteris horizontalis (Rosenst.) Holttum
27. Coryphopteris hubrechtensis Holttum
28. Coryphopteris indochinensis (Christ) S. E. Fawc. & A. R. Sm.
29. Coryphopteris inopinata Holttum
30. Coryphopteris iwatsukii Holttum
31. Coryphopteris japonica (Baker) L. J. He & X. C. Zhang
32. Coryphopteris klossii (Ridl.) Holttum
33. Coryphopteris kolombangarae Holttum
34. Coryphopteris krayanensis (K. Iwats. & M. Kato) S. E. Fawc. & A. R. Sm.
35. Coryphopteris lauterbachii (Brause) Holttum
36. Coryphopteris ledermannii (Hieron.) Holttum
37. Coryphopteris marquesensis (Lorence & K. R. Wood) Lorence & A. R. Sm.
38. Coryphopteris meiobasis Holttum
39. Coryphopteris microlepigera Holttum
40. Coryphopteris multisora (C. Chr.) Holttum
41. Coryphopteris musashiensis (Hiyama) S. E. Fawc. & A. R. Sm.
42. Coryphopteris nigrescens (Ching ex K. H. Shing) S. E. Fawc. & A. R. Sm.
43. Coryphopteris nipponica (Franch. & Sav.) S. E. Fawc. & A. R. Sm.
44. Coryphopteris obtusata (Alderw.) Holttum
45. Coryphopteris oligolepia (Alderw.) Holttum
46. Coryphopteris pauciloba (Ching ex K. H. Shing) S. E. Fawc. & A. R. Sm.
47. Coryphopteris pectiniformis (C. Chr.) Holttum
48. Coryphopteris petelotii (Ching) Holttum
49. Coryphopteris platyptera (Copel.) Holttum
50. Coryphopteris plumosa (C. Chr.) Holttum
51. Coryphopteris propria (Alderw.) Holttum
52. Coryphopteris pubirachis (Baker) Holttum
53. Coryphopteris quaylei (E. D. Br.) Holttum
54. Coryphopteris quinlingensis (Ching ex K. H. Shing) comb. ined.
55. Coryphopteris raiateana Holttum
56. Coryphopteris seemannii Holttum
57. Coryphopteris seramensis M. Kato
58. Coryphopteris simulata (Davenp.) S. E. Fawc.
59. Coryphopteris squamipes (Copel.) Holttum
60. Coryphopteris stereophylla (Alderw.) Holttum
61. Coryphopteris subbipinnata Holttum
62. Coryphopteris subnigra (Brause) Holttum
63. Coryphopteris sulawesica Holttum
64. Coryphopteris sylva-nipponica (Ebihara & Nakato) S. E. Fawc., A. R. Sm. & Ebihara
65. Coryphopteris tahanensis Holttum
66. Coryphopteris tanggamensis Holttum
67. Coryphopteris trichochlamys (Ching ex K. H. Shing) S. E. Fawc. & A. R. Sm.
68. Coryphopteris unidentata (Bedd.) Holttum
69. Coryphopteris viscosa (Baker) Holttum
70. Coryphopteris vitiensis Holttum

## Sinonimi
- Parathelypteris sect.Melanostipes Ching
- Thelypteris subgen.Coryphopteris (Holttum) Fraser-Jenk.